# Suradej Srijanthongthip
Suradej Srijanthongthip (thailändisch สุรเดช สีจันทร์ทองทิพย์, * 10. August 1990) ist ein thailändischer Fußballspieler.

## Karriere
Suradej Srijanthongthip stand von 2012 bis 2014 beim TOT SC (Telephone Organization of Thailand) unter Vertrag. Wo er vorher gespielt hat, ist unbekannt. Der Verein aus der thailändischen Hauptstadt Bangkok spielte in der ersten Liga des Landes, der Thai Premier League. Für den TOT SC absolvierte er fünf Erstligaspiele. Die Saison 2015 stand er beim Zweitligisten Phichit FC unter Vertrag. 2016 wechselte er zum Drittligisten Samut Prakan FC. Der Verein aus Samut Prakan spielte in der dritten Liga, der damaligen Regional League Division 2. Hier trat man in der Eastern Region an. Anfang 2017 verpflichtete ihn der Erstligist Super Power Samut Prakan FC. Mit Super Power spielte er viermal in der ersten Liga. Nach der Hinserie 2017 zog es ihn nach Krabi, wo er sich dem Zweitligisten Krabi FC anschloss. Seit Vertragsende ist er seit Anfang 2019 vertrags- und vereinslos.